# NGC 2526
NGC 2526 is een spiraalvormig sterrenstelsel in het sterrenbeeld Kreeft. Het hemelobject werd op 25 maart 1864 ontdekt door de Duitse astronoom Albert Marth.

## Synoniemen
- UGC 4231
- MCG 1-21-12
- ZWG 31.47
- KCPG 154A
- IRAS08042+0808
- PGC 22778